# Caecula kuro
Caecula kuro je paprskoploutvá ryba z čeledi hadařovití (Ophichthidae).
Druh byl popsán roku 1947 ichtyologem Nagamichi Kurodou.

## Popis a výskyt
Maximální délka ryby je 60 cm.
Má hnědočernou barvu, a od ostatních ryb stejného rodu se liší počtem obratlů (142-146).
Obývá vody severozápadního Pacifiku, převážně mělké pobřežní vody Japonska.